# Seminário teológico batista em Hong Kong
O Seminário teológico batista em Hong Kong (em inglês:  Hong Kong Baptist Theological Seminary) é um seminário batista em Hong Kong, China. Ele é afiliado à Convenção Batista de Hong Kong.

## História

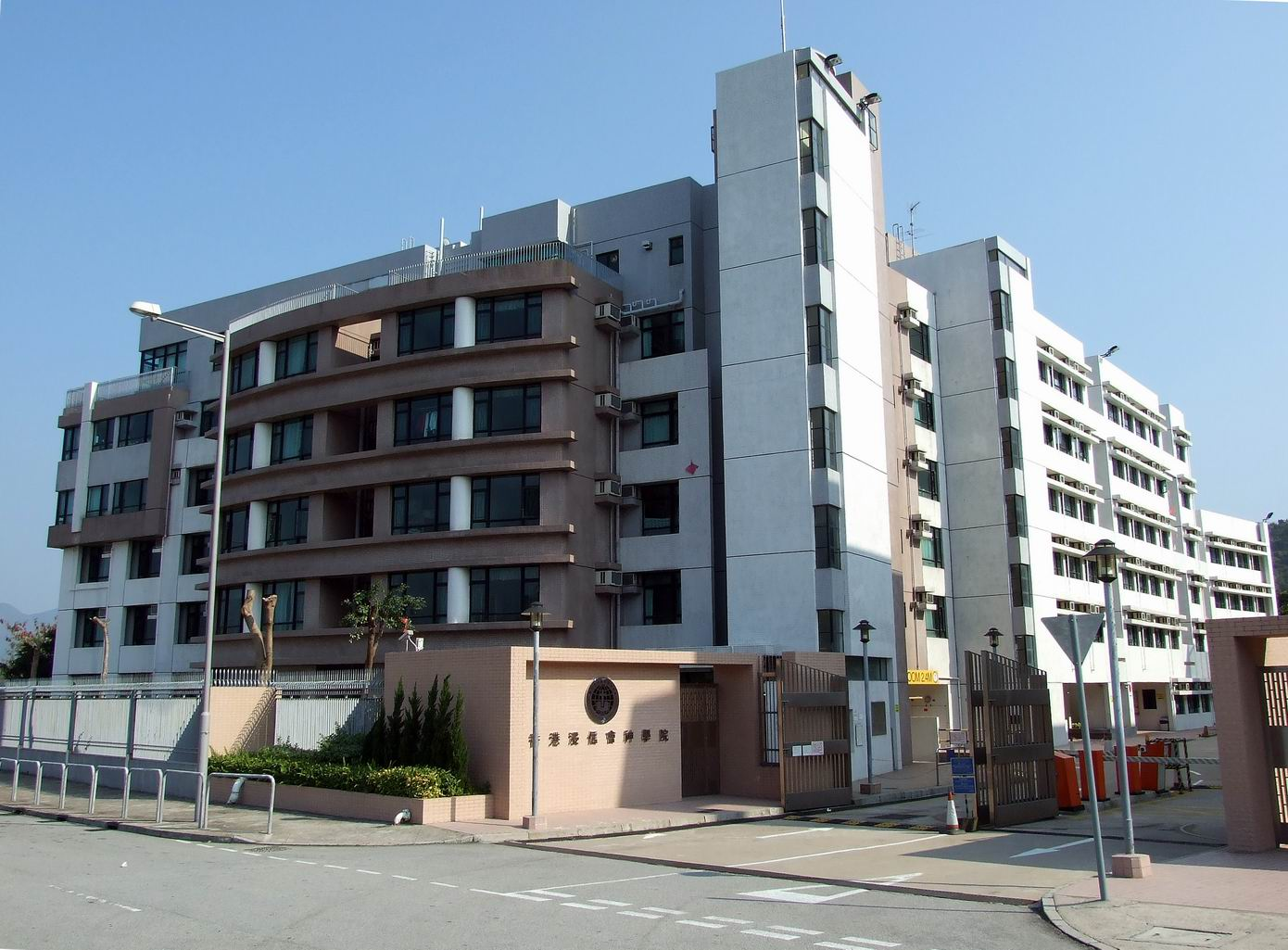
Seminário teológico batista em Hong Kong, 2008

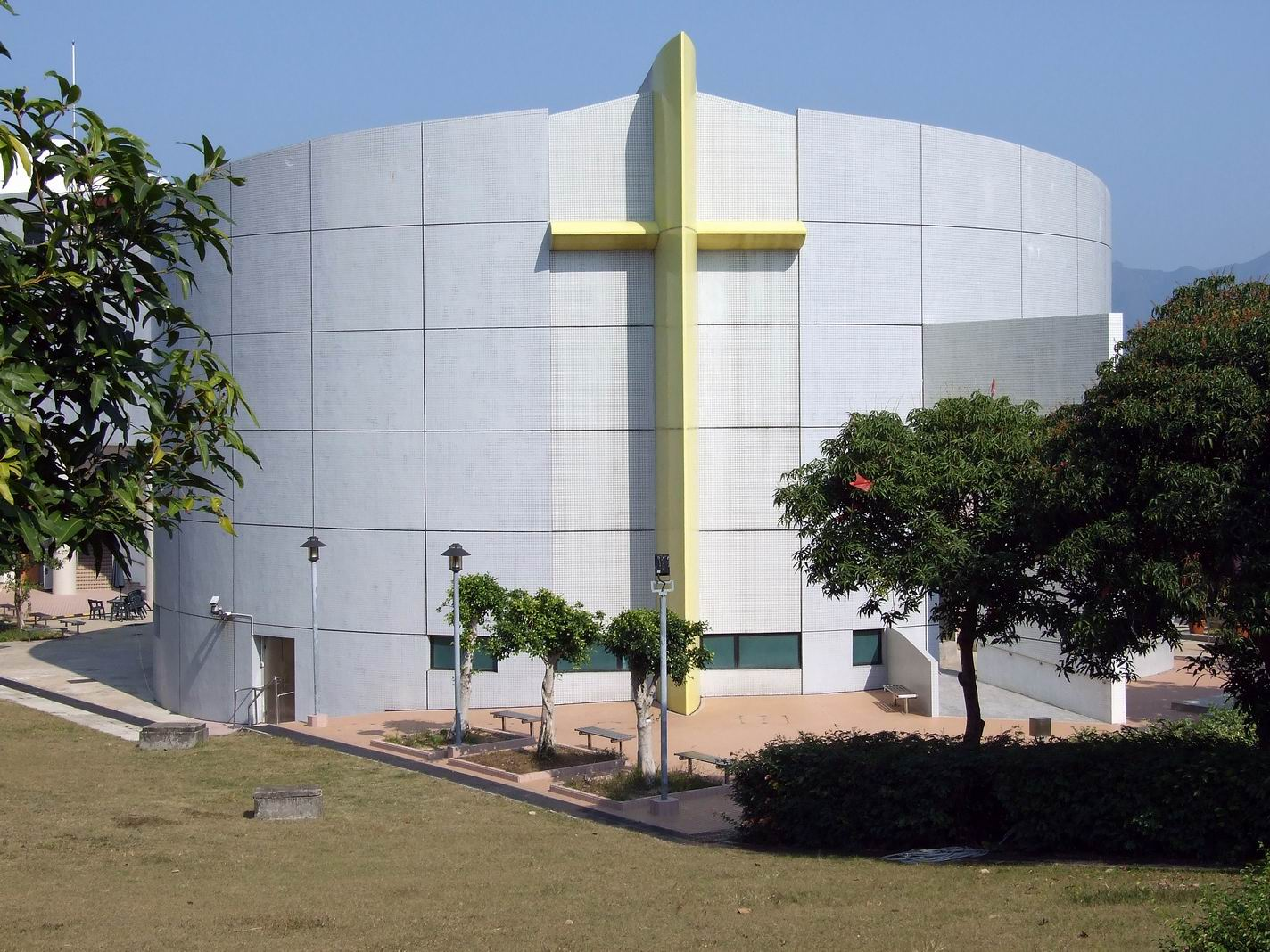
Igreja universitária, 2008

A escola foi fundada em 1951 pela Convenção Batista de Hong Kong nas instalações da Igreja Batista da Cidade de Kowloon.  Em 1958, inaugurou um novo campus.  Em 1999, mudou-se para o edifício atual. 